# Persone di nome Frank
| Questa pagina contiene informazioni ricavate automaticamente dalle voci biografiche con l'ausilio del template Bio e di un bot. L'aggiornamento è periodico e automatico e ricostruisce completamente la pagina. Se manca una persona in questa lista, sei pregato di non aggiungerla, ma accertati piuttosto che la sua voce biografica contenga il template Bio e che i dati anagrafici siano correttamente compilati. Se il template Bio manca, inseriscilo tu stesso o, in alternativa, metti l'avviso {{tmp\|Bio}} che ne segnala la mancanza. Se i dati riportati sono sbagliati, correggi direttamente la voce biografica; le modifiche saranno visibili in questa lista entro pochi giorni. Per chiarimenti vedi il progetto antroponimi. La lista contiene solo le 788 persone che sono citate nell'enciclopedia e per le quali è stato implementato correttamente il template Bio. Pagina aggiornata al 6 ago 2025. |

Questa è una lista di persone presenti nell'enciclopedia che hanno il nome Frank, suddivise per attività principale.

## Abati(1)
- Frank Bayard, abate tedesco (Püttlingen, n. 1971)

## Allenatori di calcio(31)
- Frank Baum, allenatore di calcio e ex calciatore tedesco orientale (Zwenkau, n. 1956)
- Frank Beattie, allenatore di calcio e calciatore scozzese (Stirling, n. 1933 - † 2009)
- Frank Berghuis, allenatore di calcio e ex calciatore olandese (Vierhouten, n. 1967)
- Frank Blunstone, allenatore di calcio e ex calciatore inglese (Crewe, n. 1934)
- Frank Boeckx, allenatore di calcio e ex calciatore belga (Lier, n. 1986)
- Frank Bunn, allenatore di calcio e ex calciatore inglese (Solihull, n. 1962)
- Frank Defays, allenatore di calcio e ex calciatore belga (Namur, n. 1974)
- Frank Donlavey, allenatore di calcio e calciatore scozzese (n. 1945 - Hamilton, † 2008)
- Frank Farina, allenatore di calcio e ex calciatore australiano (Darwin, n. 1964)
- Frank Ganzera, allenatore di calcio e ex calciatore tedesco orientale (Dresda, n. 1947)
- Frank Greiner, allenatore di calcio e ex calciatore tedesco (Coburgo, n. 1966)
- Frank Grønlund, allenatore di calcio e ex calciatore norvegese (n. 1952)
- Frank Juric, allenatore di calcio e ex calciatore australiano (Melbourne, n. 1973)
- Frank Kramer, allenatore di calcio, dirigente sportivo e ex calciatore tedesco (Memmingen, n. 1972)
- Frank Darío Kudelka, allenatore di calcio argentino (Freyre, n. 1961)
- Frank Lampard, allenatore di calcio e ex calciatore inglese (Londra, n. 1978)
- Frank Lieberam, allenatore di calcio e ex calciatore tedesco orientale (Halberstadt, n. 1962)
- Frank Marshall, allenatore di calcio e calciatore inglese (Sheffield, n. 1929 - Svezia, † 2015)
- Frank Munro, allenatore di calcio e calciatore scozzese (Broughty Ferry, n. 1947 - † 2011)
- Frank Neubarth, allenatore di calcio e ex calciatore tedesco (Amburgo, n. 1962)
- Frank O'Neill, allenatore di calcio e ex calciatore irlandese (Dublino, n. 1940)
- Frank Pagelsdorf, allenatore di calcio e ex calciatore tedesco (Hannover, n. 1958)
- Frank Rohde, allenatore di calcio e ex calciatore tedesco orientale (Rostock, n. 1960)
- Frank Schmidt, allenatore di calcio e ex calciatore tedesco (Heidenheim an der Brenz, n. 1974)
- Frank Sinclair, allenatore di calcio e ex calciatore giamaicano (Lambeth, n. 1971)
- Frank Taylor, allenatore di calcio e calciatore inglese (Hemsworth, n. 1916 - † 1970)
- Frank Terletzki, allenatore di calcio e ex calciatore tedesco orientale (Berlino Est, n. 1950)
- Franky Vercauteren, allenatore di calcio e ex calciatore belga (Molenbeek-Saint-Jean, n. 1956)
- Frank Watt, allenatore di calcio e arbitro di calcio scozzese (Edimburgo, n. 1854 - Newcastle upon Tyne, † 1932)
- Frank Wormuth, allenatore di calcio e ex calciatore tedesco (Berlino Ovest, n. 1960)
- Frank Yallop, allenatore di calcio e ex calciatore canadese (Watford, n. 1964)

## Allenatori di calcio a 5(1)
- Frank Luypaert, allenatore di calcio a 5 e ex giocatore di calcio a 5 belga (n. 1962)

## Allenatori di football americano(1)
- Frankie Albert, allenatore di football americano e giocatore di football americano statunitense (Chicago, n. 1920 - Palo Alto, † 2002)

## Allenatori di pallacanestro(4)
- Frank Haith, allenatore di pallacanestro statunitense (New York, n. 1965)
- Frank Keaney, allenatore di pallacanestro statunitense (Boston, n. 1886 - Wakefield, † 1967)
- Frank Vogel, allenatore di pallacanestro statunitense (Wildwood Crest, n. 1973)
- Will Wade, allenatore di pallacanestro statunitense (Nashville, n. 1982)

## Allenatori di pallavolo(1)
- Frank Depestele, allenatore di pallavolo e ex pallavolista belga (Tienen, n. 1977)

## Allenatori di tennis(1)
- Frank Dancevic, allenatore di tennis e ex tennista canadese (Niagara Falls, n. 1984)

## Ammiragli(4)
- Frank Fletcher, ammiraglio statunitense (Marshalltown, n. 1885 - Bethesda, † 1973)
- Frank Fletcher, ammiraglio statunitense (Oskaloosa, n. 1855 - New York, † 1928)
- Frank Abney Hastings, ammiraglio inglese (Willesley, n. 1794 - Zante, † 1828)
- Frank Twiss, ammiraglio inglese (n. 1910 - † 1994)

## Animatori(2)
- Frank McSavage, animatore e fumettista britannico (Bellshill, n. 1903 - † 1998)
- Frank Thomas, animatore e fumettista statunitense (Santa Monica, n. 1912 - La Cañada Flintridge, † 2004)

## Arbitri di calcio(3)
- Frank De Bleeckere, ex arbitro di calcio belga (Oudenaarde, n. 1966)
- Frank Schneider, arbitro di calcio francese (Strasburgo, n. 1979)
- Frank Willenborg, arbitro di calcio tedesco (n. 1979)

## Architetti(2)
- Frank Gehry, architetto canadese (Toronto, n. 1929)
- Frank Lloyd Wright, architetto statunitense (Richland Center, n. 1867 - Phoenix, † 1959)

## Artisti(3)
- Shepard Fairey, artista e illustratore statunitense (Charleston, n. 1970)
- Frank Gresley, artista britannico (n. 1855 - † 1936)
- Ulay, artista e fotografo tedesco (Solingen, n. 1943 - Lubiana, † 2020)

## Artisti marziali(1)
- Frank Dux, artista marziale statunitense (Toronto, n. 1956)

## Artisti marziali misti(2)
- Frankie Edgar, artista marziale misto statunitense (Toms River, n. 1981)
- Frank Shamrock, artista marziale misto statunitense (Santa Monica, n. 1972)

## Astisti(3)
- Frank Foss, astista statunitense (Chicago, n. 1895 - Hinsdale, † 1989)
- Frank Murphy, astista statunitense (East Chicago, n. 1889 - Urbana, † 1980)
- Frank Nelson, astista statunitense (Detroit, n. 1887 - Detroit, † 1970)

## Astrofisici(1)
- Frank Shu, astrofisico cinese (Kunming, n. 1943 - † 2023)

## Astronauti(2)
- Frank Culbertson, astronauta statunitense (Charleston, n. 1949)
- Frank De Winne, ex astronauta belga (Gand, n. 1961)

## Astronomi(7)
- Frank Drake, astronomo e astrofisico statunitense (Chicago, n. 1930 - Aptos, † 2022)
- Frank Watson Dyson, astronomo inglese (Measham, n. 1868 - mare di Città del Capo, † 1939)
- Frank Edmondson, astronomo statunitense (Milwaukee, Wisconsin, n. 1912 - Bloomington, Indiana, † 2008)
- Frank Muller, astronomo statunitense (n. 1862 - † 1917)
- Frank Elmore Ross, astronomo e fisico statunitense (San Francisco, n. 1874 - Altadena, † 1960)
- Frank Schlesinger, astronomo statunitense (n. 1871 - † 1943)
- Frank B. Zoltowski, astronomo australiano (n. 1957)

## Attori pornografici(2)
- Frank Gunn, ex attore pornografico ungherese (Budapest, n. 1971)
- Frank Major, attore pornografico ungherese (Budapest, n. 1970)

## Autori di giochi(1)
- Frank Chadwick, autore di giochi statunitense

## Aviatori(4)
- Frank Maxwell Andrews, aviatore e generale statunitense (Nashville, n. 1884 - Fagradalsfjall, † 1943)
- Frank Glasgow Tinker, aviatore statunitense (Kaplan, n. 1909 - Little Rock, † 1939)
- Frank Linke-Crawford, aviatore austro-ungarico (Cracovia, n. 1893 - Valdobbiadene, † 1918)
- Frank Luke, aviatore e ufficiale statunitense (Phoenix, n. 1897 - Murvaux, † 1918)

## Avvocati(2)
- Frank Church, avvocato e politico statunitense (Boise, n. 1924 - Bethesda, † 1984)
- Frank Crisp, avvocato britannico (Londra, n. 1843 - Henley-on-Thames, † 1919)

## Baritoni(1)
- Frank Valentino, baritono statunitense (New York, n. 1907 - Fairfax, † 1991)

## Bassisti(2)
- Frank Bello, bassista statunitense (Bronx, n. 1965)
- Frank Watkins, bassista statunitense (n. 1968 - † 2015)

## Batteristi(4)
- Frank Andiver, batterista, compositore e produttore discografico italiano
- Frank Beard, batterista statunitense (Frankston, n. 1949)
- Tré Cool, batterista statunitense (Francoforte sul Meno, n. 1972)
- Frank Ferrer, batterista statunitense (New York, n. 1966)

## Biatleti(2)
- Frank Luck, ex biatleta tedesco (Smalcalda, n. 1967)
- Frank Ullrich, ex biatleta tedesco (Trusetal, n. 1958)

## Biochimici(1)
- Ralph Batchelor, biochimico e dirigente d'azienda britannico (n. 1931 - † 2021)

## Biologi(1)
- Frank Olson, biologo statunitense (Hurley, n. 1910 - New York, † 1953)

## Cabarettisti(1)
- Frank Woodley, cabarettista, conduttore televisivo e attore teatrale australiano (Melbourne, n. 1968)

## Canoisti(4)
- Frank Adisson, ex canoista francese (Tarbes, n. 1969)
- Frank Amyot, canoista canadese (Thornhill, n. 1904 - Ottawa, † 1962)
- Frank Havens, canoista statunitense (Arlington, n. 1924 - Harborton, † 2018)
- Frank Saker, canoista canadese (Toronto, n. 1907 - † 1980)

## Canottieri(9)
- Frank Dummerth, canottiere statunitense (Saint Louis, n. 1871 - Saint Louis, † 1936)
- Frank Forberger, canottiere tedesco (Meißen, n. 1943 - Meißen, † 1998)
- Frank Greer, canottiere statunitense (East Boston, n. 1879 - Winthrop, † 1943)
- Frank Hansen, ex canottiere norvegese (Oslo, n. 1945)
- Frank Klawonn, ex canottiere tedesco (Schwedt, n. 1966)
- Frank Odberg, canottiere belga (Gand, n. 1879 - † 1917)
- Frank Rühle, ex canottiere tedesco (Dohna, n. 1944)
- Frank Schell, canottiere statunitense (Harrisburg, n. 1884 - New Rochelle, † 1959)
- Frank Schepke, canottiere tedesco (Königsberg, n. 1935 - Kiel, † 2017)

## Cantanti(9)
- Frank Duval, cantante e compositore tedesco (Berlino, n. 1940)
- Frank Ferera, cantante statunitense (Honolulu, n. 1885 - † 1951)
- Frank Galan, cantante belga (Lede, n. 1960)
- Frank Mullen, cantante statunitense (Long Island, n. 1970)
- Frank Reyes, cantante dominicano (Tenares, n. 1969)
- Frank Schindel, cantante tedesco (n. 1965)
- Frank Stallone, cantante, musicista e attore statunitense (New York, n. 1950)
- Tønes, cantante norvegese (Sokndal, n. 1972)
- Frank Zander, cantante, showman e attore tedesco (Berlino, n. 1942)

## Cantautori(3)
- Frank Farian, cantautore e produttore discografico tedesco (Kirn, n. 1941 - Miami, † 2024)
- Frank Head, cantautore italiano (Roma, n. 1977)
- Frank Ocean, cantautore e rapper statunitense (Long Beach, n. 1987)

## Cavalieri(3)
- Frank Henry, cavaliere statunitense (Cambridge, n. 1909 - Chesterfield, † 1989)
- Frank Martin, cavaliere svedese (Stoccolma, n. 1885 - Stoccolma, † 1982)
- Frank Ostholt, cavaliere tedesco (Warendorf, n. 1975)

## Cestisti(40)
- Frank Baird, cestista e allenatore di pallacanestro statunitense (Toledo, n. 1912 - Goshen, † 2007)
- Frank Bartley, cestista statunitense (New Orleans, n. 1994)
- Doug Bolstorff, cestista statunitense (Austin, n. 1931 - Eagan, † 2021)
- Frankie Brian, cestista statunitense (Zachary, n. 1923 - Zachary, † 2017)
- Frank Card, cestista statunitense (Filadelfia, n. 1944 - † 2021)
- Frank Cole, cestista britannico (Birmingham, n. 1912 - Solihull, † 1995)
- Frank Drmic, ex cestista australiano (Melbourne, n. 1978)
- Frank Elegar, cestista americo-verginiano (New York, n. 1986)
- Frank Fucarino, cestista statunitense (n. 1920 - † 2012)
- Frank Gaines, cestista statunitense (Fort Lauderdale, n. 1990)
- Frank Garcia, cestista e giocatore di baseball statunitense (Hudson, n. 1917 - Akron, † 1956)
- Frank Hamblen, cestista e allenatore di pallacanestro statunitense (Terre Haute, n. 1947 - San Diego, † 2017)
- Frank Holness, cestista e allenatore di pallacanestro panamense (Panama - † 2021)
- Frank Mahan, cestista statunitense (Griggsville, n. 1867 - Springfield, † 1905)
- Frank Hudson, ex cestista tedesco (Berlino, n. 1957)
- Altron Jackson, ex cestista statunitense (Sarasota, n. 1980)
- Frank Kales, cestista e dirigente sportivo olandese (n. 1942 - † 2023)
- Brylle Kamen, ex cestista francese (Clamart, n. 1988)
- Frank Kendrick, cestista e allenatore di pallacanestro statunitense (Indianapolis, n. 1950 - Indianapolis, † 2024)
- Frank Klimkovski, ex cestista e allenatore di pallacanestro statunitense
- Frank Kudelka, cestista statunitense (San Francisco, n. 1925 - San Francisco, † 1993)
- Frank Linskey, cestista e allenatore di pallacanestro statunitense (Braidwood, n. 1913 - Southfield, † 1999)
- Frank Lubin, cestista e allenatore di pallacanestro statunitense (Los Angeles, n. 1910 - Glendale, † 1999)
- Frank Mason, cestista statunitense (Petersburg, n. 1994)
- Frank McCabe, cestista statunitense (Grand Rapids, n. 1927 - Peoria, † 2021)
- Frank McGuire, cestista e allenatore di pallacanestro statunitense (New York, n. 1914 - Columbia, † 1994)
- Frank Menz, ex cestista, allenatore di pallacanestro e dirigente sportivo tedesco (Berlino, n. 1964)
- Frank Morgenweck, cestista, allenatore di pallacanestro e dirigente sportivo statunitense (Egg Harbor City, n. 1875 - Egg Harbor City, † 1941)
- Frank Ntilikina, cestista francese (Ixelles, n. 1998)
- Frank Oleynick, ex cestista statunitense (Bridgeport, n. 1955)
- Frank Radovich, ex cestista e allenatore di pallacanestro statunitense (Hammond, n. 1938)
- Frank Ramsey, cestista e allenatore di pallacanestro statunitense (Corydon, n. 1931 - Madisonville, † 2018)
- Frank Russell, cestista statunitense (Pontiac, n. 1949 - † 2021)
- Frank Saul, cestista statunitense (West Orange, n. 1924 - Livingston, † 2019)
- Frank Schade, ex cestista e allenatore di pallacanestro statunitense (Wausau, n. 1950)
- Frank Shannon, cestista e allenatore di pallacanestro statunitense (Parkersburg, n. 1917 - Delaware, † 2005)
- Pranas Talzūnas, cestista statunitense (Chicago, n. 1913 - † 1984)
- Frank Tchoubaye, cestista camerunese (n. 1992)
- Frank Turner, ex cestista statunitense (Atlantic City, n. 1988)
- Frank Williams, ex cestista statunitense (Peoria, n. 1980)

## Chimici(2)
- Frank Albert Cotton, chimico statunitense (Filadelfia, n. 1930 - College Station, † 2007)
- Frank Sherwood Rowland, chimico statunitense (Delaware, n. 1927 - Newport Beach, † 2012)

## Chitarristi(14)
- Frank Aresti, chitarrista statunitense (Los Angeles, n. 1967)
- Frank Bornemann, chitarrista tedesco (Hannover, n. 1945)
- Franché Coma, chitarrista statunitense (n. 1957)
- Frank Fois, chitarrista e cantante italiano (Sassari, n. 1993)
- Frank Gambale, chitarrista australiano (Canberra, n. 1958)
- Frank Hannon, chitarrista e compositore statunitense (Sacramento, n. 1966)
- Frank Iero, chitarrista e cantante statunitense (Newark, n. 1981)
- Tony Iommi, chitarrista e compositore britannico (Birmingham, n. 1948)
- Frank Marino, chitarrista e cantante canadese (Montreal, n. 1954)
- Frank Navetta, chitarrista statunitense (n. 1962 - Eugene, † 2008)
- Frank Sampedro, chitarrista statunitense (Virginia Occidentale, n. 1949)
- Son Seals, chitarrista e cantante statunitense (Osceola, n. 1942 - Chicago, † 2004)
- Earl Slick, chitarrista statunitense (New York, n. 1952)
- Frank Vignola, chitarrista statunitense (West Islip, n. 1965)

## Ciclisti su strada(6)
- Frank van den Broek, ciclista su strada olandese (Warmond, n. 2000)
- Frank Dressler, ex ciclista su strada tedesco (Landshut, n. 1976)
- Frank Høj, ex ciclista su strada danese (Holte, n. 1973)
- Frank Hoste, ex ciclista su strada e dirigente sportivo belga (Gand, n. 1955)
- Frank Aron Ragilo, ciclista su strada e ciclocrossista estone (Riisipere, n. 2004)
- Frank Vandenbroucke, ciclista su strada belga (Mouscron, n. 1974 - Saly Portudal, † 2009)

## Clarinettisti(1)
- Frank Teschemacher, clarinettista e sassofonista statunitense (Kansas City, n. 1906 - Chicago, † 1932)

## Compositori(10)
- Frank William Becker, compositore statunitense
- Frank Bridge, compositore, violista e direttore d'orchestra britannico (Brighton, n. 1879 - Eastbourne, † 1941)
- Frank Churchill, compositore statunitense (Rumford, n. 1901 - Castaic, † 1942)
- Frank De Vol, compositore statunitense (Moundsville, n. 1911 - Lafayette, † 1999)
- Frank Pelleg, compositore, pianista e direttore d'orchestra israeliano (Praga, n. 1910 - Haifa, † 1968)
- Frank Loesser, compositore e librettista statunitense (New York, n. 1910 - New York, † 1969)
- Frank London, compositore e trombettista statunitense (New York, n. 1958)
- Frank Martin, compositore svizzero (Eaux-Vives, n. 1890 - Naarden, † 1974)
- Frank Skinner, compositore statunitense (Meredosia, n. 1897 - Hollywood, † 1968)
- Frank Zappa, compositore, chitarrista e cantante statunitense (Baltimora, n. 1940 - Los Angeles, † 1993)

## Conduttori radiofonici(1)
- Frank Graham, conduttore radiofonico e doppiatore statunitense (Detroit, n. 1914 - Hollywood, † 1950)

## Criminali(1)
- Frank Morris, criminale statunitense (Washington, n. 1926)

## Critici d'arte(1)
- Frank Jewett Mather, critico d'arte e docente statunitense (Deep River, n. 1868 - † 1953)

## Critici letterari(1)
- Frank Raymond Leavis, critico letterario e insegnante britannico (Cambridge, n. 1895 - † 1978)

## Critici musicali(1)
- Frank Howes, critico musicale britannico (Oxford, n. 1891 - Standlake, † 1974)

## Critici teatrali(1)
- Frank Rich, critico teatrale, opinionista e produttore televisivo statunitense (Washington, n. 1949)

## Culturisti(1)
- Frank Zane, culturista statunitense (Kingston, n. 1942)

## Danzatori(2)
- Frankie Grande, ballerino, attore e cantante statunitense (New York, n. 1983)
- Frank Schaufuss, ballerino e direttore artistico danese (Copenaghen, n. 1921 - Copenaghen, † 1997)

## Designer(1)
- Frank Stephenson, designer statunitense (Casablanca, n. 1959)

## Diplomatici(3)
- Frank Calvert, diplomatico inglese (n. 1828 - † 1908)
- Frank Rafael La Rue Lewy, diplomatico e avvocato guatemalteco (Guatemala, n. 1952)
- Frank Lascelles, diplomatico inglese (Londra, n. 1841 - Londra, † 1920)

## Direttori d'orchestra(1)
- Frank St. Leger, direttore d'orchestra britannico (Chennai, n. 1890 - Bloomington, † 1969)

## Direttori della fotografia(2)
- Frank V. Phillips, direttore della fotografia statunitense (San Bernardino, n. 1912 - Prescott, † 1994)
- Frank Tidy, direttore della fotografia britannico (Liverpool, n. 1932 - Kent, † 2017)

## Dirigenti d'azienda(2)
- Frank Biondi, dirigente d'azienda statunitense (New York, n. 1945 - Los Angeles, † 2019)
- Frank Rosenthal, dirigente d'azienda e conduttore televisivo statunitense (Chicago, n. 1929 - Miami Beach, † 2008)

## Dirigenti sportivi(4)
- Frank Arnesen, dirigente sportivo, allenatore di calcio e ex calciatore danese (Copenaghen, n. 1956)
- Frank Baumann, dirigente sportivo e ex calciatore tedesco (Würzburg, n. 1975)
- Frank Schaefer, dirigente sportivo e allenatore di calcio tedesco (Colonia, n. 1963)
- Frank van Hattum, dirigente sportivo e ex calciatore neozelandese (New Plymouth, n. 1958)

## Disc jockey(3)
- Scot Project, disc jockey tedesco (Francoforte sul Meno, n. 1973)
- Da Hool, disc jockey e produttore discografico tedesco (Bottrop, n. 1968)
- Frank Vanoli, disc jockey, produttore discografico e conduttore radiofonico italiano (Bergamo, n. 1972)

## Drammaturghi(4)
- Frank D. Gilroy, drammaturgo, regista e sceneggiatore statunitense (New York, n. 1925 - Monroe, † 2015)
- Frank McGuinness, drammaturgo e poeta irlandese (Buncrana, n. 1953)
- Frank McMahon, drammaturgo statunitense (New York, n. 1919 - Howth, † 1984)
- Frank Wedekind, drammaturgo, attore teatrale e poeta tedesco (Hannover, n. 1864 - Monaco di Baviera, † 1918)

## Economisti(3)
- Frank Aaen, economista e politico danese (Nørresundby, n. 1951)
- Frank Fetter, economista statunitense (Peru, n. 1863 - † 1949)
- Frank William Taussig, economista statunitense (Saint Louis, n. 1859 - Cambridge, † 1940)

## Editori(1)
- Frank Doubleday, editore statunitense (Brooklyn, n. 1862 - Miami, † 1934)

## Erpetologi(1)
- Frank Glaw, erpetologo tedesco (Düsseldorf, n. 1966)

## Esploratori(1)
- Frank Worsley, esploratore e navigatore neozelandese (Akaroa, n. 1872 - Elmbridge, † 1943)

## Fantini(1)
- Frank Hayes, fantino irlandese (Irlanda, n. 1901 - Elmont, † 1923)

## Filologi(1)
- Frank Frost Abbott, filologo classico e storico statunitense (Redding, n. 1860 - Montreux, † 1924)

## Filosofi(2)
- Frank Cameron Jackson, filosofo australiano (Melbourne, n. 1943)
- Frank Meyer, filosofo e politologo statunitense (Newark, n. 1909 - Woodstock, † 1972)

## Fisarmonicisti(1)
- Frank Marocco, fisarmonicista statunitense (Waukegan, n. 1931 - Los Angeles, † 2012)

## Fisici(7)
- Frank Allen, fisico statunitense (Meductic, n. 1874 - † 1965)
- Frank Albert Benford, fisico e ingegnere statunitense (Johnstown, n. 1883 - Schenectady, † 1948)
- Frank Gray, fisico statunitense (Alpine, n. 1887 - St. Petersburg, † 1969)
- Frank James Low, fisico statunitense (Mobile, n. 1933 - Tucson, † 2009)
- Frank Oppenheimer, fisico statunitense (New York, n. 1912 - Sausalito, † 1985)
- Frank Tipler, fisico e scrittore statunitense (Andalusia, n. 1947)
- Frank Wilczek, fisico statunitense (New York, n. 1951)

## Fotografi(4)
- Frank Eugene, fotografo e incisore tedesco (New York, n. 1865 - Monaco di Baviera, † 1936)
- Frank Fournier, fotografo francese (Saint-Sever, n. 1948)
- Frank Horvat, fotografo italiano (Abbazia, n. 1928 - † 2020)
- Frank Monaco, fotografo statunitense (New York, n. 1917 - Londra, † 2007)

## Fumettisti(8)
- Frank Brunner, fumettista e illustratore statunitense (n. 1949)
- Frank Cho, fumettista e scrittore statunitense (Seul, n. 1971)
- Frank Dickens, fumettista, scrittore e sceneggiatore britannico (Londra, n. 1931 - † 2016)
- Frank Giacoia, fumettista statunitense (n. 1924 - † 1988)
- Frank Margerin, fumettista francese (Parigi, n. 1952)
- Frank Miller, fumettista e sceneggiatore statunitense (Olney, n. 1957)
- Frank Pé, fumettista belga (Ixelles, n. 1956)
- Frank Robbins, fumettista statunitense (Boston, n. 1917 - San Miguel de Allende, † 1994)

## Generali(4)
- Frank Berryman, generale australiano (Geelong, n. 1894 - Rose Bay, † 1981)
- Frank Ellis Bamford, generale statunitense (Milwaukee, n. 1865 - † 1932)
- Frank McCarthy, generale e produttore cinematografico statunitense (Richmond, n. 1912 - Los Angeles, † 1986)
- Frank Merrill, generale statunitense (Hopkinton, n. 1903 - Fernandina Beach, † 1955)

## Geologi(2)
- Frank Wigglesworth Clarke, geologo e chimico statunitense (Boston, n. 1847 - Boston, † 1931)
- Frank Debenham, geologo, esploratore e geografo australiano (Bowral, n. 1883 - Cambridge, † 1965)

## Ginnasti(4)
- Frank Haubold, ginnasta statunitense (Union City, n. 1906 - Ridgefield, † 1985)
- Frank Ihrcke, ginnasta e multiplista statunitense (Amburgo, n. 1883 - Chicago, † 1946)
- Frank Kriz, ginnasta statunitense (New York, n. 1894 - New York, † 1955)
- Frank Raad, ginnasta e multiplista statunitense (Johnstown, n. 1879 - Altoona, † 1940)

## Giocatori di baseball(7)
- Frankie Baumholtz, giocatore di baseball e cestista statunitense (Midvale, n. 1918 - Winter Springs, † 1997)
- Frank Chance, giocatore di baseball e allenatore di baseball statunitense (Salida, n. 1876 - Los Angeles, † 1924)
- Frankie Frisch, giocatore di baseball e allenatore di baseball statunitense (New York, n. 1898 - Wilmington, † 1973)
- Frank Howard, giocatore di baseball, allenatore di baseball e cestista statunitense (Columbus, n. 1936 - Aldie, † 2023)
- Frank Montieth, giocatore di baseball cubano (n. 1985)
- Frank Robinson, giocatore di baseball e allenatore di baseball statunitense (Beaumont, n. 1935 - Los Angeles, † 2019)
- Frank Thomas, ex giocatore di baseball statunitense (Columbus, n. 1968)

## Giocatori di curling(1)
- Frank McDonald, giocatore di curling canadese (Shelburne, n. 1888 - † 1971)

## Giocatori di football americano(21)
- Frank Alexander, ex giocatore di football americano statunitense (Baton Rouge, n. 1989)
- Frank Balasz, giocatore di football americano statunitense (Chicago, n. 1918 - † 1962)
- Frank Clark, giocatore di football americano statunitense (Bakersfield, n. 1993)
- Frank Darby, giocatore di football americano statunitense (Jersey City, n. 1997)
- Frank Fernandez, ex giocatore di football americano statunitense
- Frank Seurer, ex giocatore di football americano statunitense (Sulphur, n. 1964)
- Frank Gatski, giocatore di football americano statunitense (Farmington, n. 1921 - Morgantown, † 2005)
- Frank Kearse, giocatore di football americano statunitense (Savannah, n. 1988)
- Frank Kinard, giocatore di football americano statunitense (Pelahatchie, n. 1914 - † 1985)
- Frank Lewis, ex giocatore di football americano statunitense (Houma, n. 1947)
- Frank Messmer, ex giocatore di football americano tedesco
- Frank Minnifield, ex giocatore di football americano statunitense (Lexington, n. 1960)
- Frank Naylor, ex giocatore di football americano statunitense (Filadelfia, n. 1959)
- Frank Omiyale, giocatore di football americano statunitense (Nashville, n. 1982)
- Frank Pollack, ex giocatore di football americano e allenatore di football americano statunitense (Camp Springs, n. 1967)
- Frank Reich, ex giocatore di football americano e allenatore di football americano statunitense (Freeport, n. 1961)
- Frank Ryan, giocatore di football americano statunitense (Fort Worth, n. 1936 - Waterford, † 2024)
- Frank Sinkwich, giocatore di football americano statunitense (Zagabria, n. 1920 - Athens, † 1990)
- Frank Winters, ex giocatore di football americano statunitense (Hoboken, n. 1964)
- Frank Wycheck, giocatore di football americano statunitense (Filadelfia, n. 1971 - Chattanooga, † 2023)
- Frank Zombo, giocatore di football americano statunitense (Sterling Heights, n. 1987)

## Giocatori di poker(1)
- Frank Henderson, giocatore di poker statunitense (n. 1931)

## Giocatori di polo(1)
- Frank MacKey, giocatore di polo statunitense (Gilboa, n. 1852 - Riverside, † 1927)

## Giornalisti(6)
- Frank Calder, giornalista e dirigente sportivo canadese (Bristol, n. 1877 - Montréal, † 1943)
- Frank Marshall Davis, giornalista, poeta e attivista statunitense (Arkansas City, n. 1905 - Honolulu, † 1987)
- Frank Edwards, giornalista e saggista statunitense (Mattoon, n. 1908 - † 1967)
- Frank Riley, giornalista e scrittore statunitense (Hibbing, n. 1915 - † 1996)
- Frank Swift, giornalista e calciatore inglese (Blackpool, n. 1913 - Monaco di Baviera, † 1958)
- Frank Teruggi, giornalista statunitense (Des Plaines, n. 1949 - Santiago del Cile, † 1973)

## Golfisti(1)
- Fuzzy Zoeller, golfista statunitense (New Albany, n. 1951)

## Grecisti(1)
- Frank Bigelow Tarbell, grecista, archeologo e docente statunitense (Groton, n. 1853 - New Haven, † 1920)

## Illustratori(2)
- Frank Frazetta, illustratore, pittore e scultore statunitense (Brooklyn, n. 1928 - Fort Myers, † 2010)
- Frank Hampson, illustratore e fumettista britannico (Audenshaw, n. 1918 - Epsom, † 1985)

## Immunologi(1)
- Frank Macfarlane Burnet, immunologo australiano (Traralgon, n. 1899 - Melbourne, † 1985)

## Imprenditori(5)
- Frank Bowden, imprenditore inglese (Devon, n. 1848 - † 1921)
- Frank Zamboni, imprenditore statunitense (Eureka, n. 1901 - Paramount, † 1988)
- Frank Jay Gould, imprenditore e filantropo statunitense (New York, n. 1877 - Juan-les-Pins, † 1956)
- Frank Pearce, imprenditore e informatico statunitense
- Frank Winfield Woolworth, imprenditore statunitense (Rodman, n. 1852 - Glen Cove, † 1919)

## Informatici(2)
- Frank van Harmelen, informatico olandese (n. 1960)
- Frank Ostrowski, programmatore tedesco (n. 1960 - † 2011)

## Ingegneri(12)
- Frank Barnwell, ingegnere e aviatore britannico (Lewisham, n. 1880 - Whitchurch, † 1938)
- Frank J. Biondi, ingegnere statunitense (Bethlehem, n. 1914 - † 2003)
- Frank Borman, ingegnere e astronauta statunitense (Gary, n. 1928 - Billings, † 2023)
- Frank Arnold Bumpus, ingegnere britannico (Birmingham, n. 1886 - Londra, † 1980)
- Frank Dernie, ingegnere britannico (Lancashire, n. 1950)
- Frank Gilbreth, ingegnere statunitense (Fairfield, n. 1868 - Montclair, † 1924)
- Frank Malina, ingegnere e pittore statunitense (Brenham, n. 1912 - Boulogne-Billancourt, † 1981)
- Frank Alvord Perret, ingegnere, inventore e vulcanologo statunitense (Contea di Hartford, n. 1867 - New York, † 1943)
- Frank Piasecki, ingegnere e imprenditore statunitense (Filadelfia, n. 1919 - Haverford, † 2008)
- Frank D. Robinson, ingegnere statunitense (Carbonado, n. 1930 - Rolling Hills, † 2022)
- Frank Shuman, ingegnere statunitense (Brooklyn, n. 1862 - Filadelfia, † 1918)
- Frank Whittle, ingegnere e aviatore britannico (Coventry, n. 1907 - Columbia, † 1996)

## Insegnanti(1)
- Frank Moore Cross, docente statunitense (Ross, n. 1921 - Rochester, † 2012)

## Inventori(1)
- Frank Hornby, inventore, imprenditore e politico britannico (Liverpool, n. 1863 - Liverpool, † 1936)

## Judoka(2)
- Frank Wieneke, ex judoka tedesco (Hannover, n. 1962)
- Frank de Wit, judoka olandese (Beverwijk, n. 1996)

## Letterati(1)
- Frank Hall Standish, letterato britannico (Darlington, n. 1799 - Cadice, † 1840)

## Lottatori(6)
- Frank Andersson, lottatore svedese (Trollhättan, n. 1956 - Stoccolma, † 2018)
- Frank Chamizo, lottatore cubano (Matanzas, n. 1992)
- Frank Hartmann, ex lottatore tedesco orientale (Oelsnitz, n. 1949)
- Frank Kugler, lottatore, sollevatore e tiratore di fune tedesco (n. 1879 - Saint Louis, † 1952)
- Frank Lewis, lottatore statunitense (n. 1912 - † 1998)
- Frank Stäbler, lottatore tedesco (Böblingen, n. 1989)

## Lunghisti(2)
- Frank Paschek, ex lunghista tedesco (Bad Doberan, n. 1956)
- Frank Wartenberg, ex lunghista tedesco (Bülzig, n. 1955)

## Mafiosi(13)
- Frank Balistrieri, mafioso statunitense (Milwaukee, n. 1918 - Milwaukee, † 1993)
- Frank Bompensiero, mafioso statunitense (Milwaukee, n. 1905 - San Diego, † 1977)
- Frank Colacurcio, mafioso statunitense (Seattle, n. 1917 - Seattle, † 2010)
- Frank Coppa, mafioso statunitense (Brooklyn, n. 1941 - Sarasota, † 2023)
- Frank Coppola, mafioso italiano (Partinico, n. 1899 - Aprilia, † 1982)
- Frank Cullotta, mafioso, collaboratore di giustizia e scrittore statunitense (Chicago, n. 1938 - Las Vegas, † 2020)
- Frank DeCicco, mafioso statunitense (New York, n. 1935 - New York, † 1986)
- Frank DeSimone, mafioso statunitense (Pueblo, n. 1909 - † 1967)
- Frank Lino, mafioso e collaboratore di giustizia statunitense (New York, n. 1938 - † 2023)
- Frank LoCascio, mafioso statunitense (New York, n. 1932 - Devens, † 2021)
- Frank Lucas, mafioso e collaboratore di giustizia statunitense (La Grange, n. 1930 - Cedar Grove, † 2019)
- Frank Scalice, mafioso italiano (Palermo, n. 1893 - New York, † 1957)
- Frank Tieri, mafioso italiano (Napoli, n. 1904 - New York, † 1981)

## Maratoneti(3)
- Frank Devlin, maratoneta statunitense (New York, n. 1884 - Bronx, † 1938)
- Frank Pierce, maratoneta statunitense (riserve di Cattaraugus, n. 1883 - Irving, † 1908)
- Frank Shorter, ex maratoneta statunitense (Monaco di Baviera, n. 1947)

## Matematici(5)
- Frank Harary, matematico e informatico statunitense (New York, n. 1921 - Las Cruces, † 2005)
- Frank Morgan, matematico statunitense
- Frank Morley, matematico britannico (Woodbridge, n. 1860 - Baltimora, † 1937)
- Frank Plumpton Ramsey, matematico, logico e statistico britannico (Cambridge, n. 1903 - Londra, † 1930)
- Frank Smithies, matematico britannico (Edimburgo, n. 1912 - Cambridge, † 2002)

## Medici(1)
- Frank H. Netter, medico e illustratore statunitense (New York, n. 1906 - New York, † 1991)

## Medievisti(1)
- Frank Barlow, medievista britannico (n. 1911 - † 2009)

## Meteorologi(1)
- Frank Hagar Bigelow, meteorologo statunitense (Concord, n. 1851 - Vienna, † 1924)

## Mezzofondisti(1)
- Frank O'Mara, ex mezzofondista irlandese (Limerick, n. 1960)

## Militari(4)
- Frank Bourne, militare britannico (Balcombe, n. 1855 - Beckenham, † 1945)
- Frank Buckles, militare statunitense (Bethany, n. 1901 - Charles Town, † 2011)
- Frank Ludlow, ufficiale e naturalista britannico (Londra, n. 1885 - † 1972)
- Frank Neubert, militare e aviatore tedesco (Bad Herrenalb, n. 1915 - Gütersloh, † 2003)

## Mistici(1)
- Frank Laubach, mistico e missionario statunitense (Benton, n. 1884 - Syracuse, † 1970)

## Montatori(2)
- Frank Morriss, montatore statunitense (n. 1927 - Los Angeles, † 2013)
- Frank Sullivan, montatore statunitense (Saint Paul, n. 1896 - Woodland Hills, † 1972)

## Multiplisti(1)
- Frank Busemann, ex multiplista e ostacolista tedesco (Recklinghausen, n. 1975)

## Musicisti(5)
- Frank Del Giudice, musicista e compositore italiano (Argusto, n. 1943)
- Fad Gadget, musicista e cantante britannico (n. 1956 - † 2002)
- Frank Klepacki, musicista e compositore statunitense (Las Vegas, n. 1974)
- Frank Traynor, musicista australiano (n. 1927 - † 1985)
- Frank Zummo, musicista, compositore e produttore discografico statunitense (Columbus, n. 1978)

## Naturalisti(1)
- Frank Percy Smith, naturalista, regista e fotografo inglese (Londra, n. 1880 - Londra, † 1945)

## Navigatori(2)
- Frank Browning, marinaio e esploratore britannico (n. 1882 - † 1957)
- Frank Samuelsen e George Harbo, marinaio norvegese (Sandefjord, n. 1870 - New York, † 1946)

## Nuotatori(8)
- Frank Baltrusch, ex nuotatore tedesco (Magdeburgo, n. 1964)
- Frank Booth, nuotatore statunitense (Los Angeles, n. 1910 - Newport Beach, † 1980)
- Frank Bornamann, nuotatore statunitense (Allentown, n. 1877 - Syracuse, † 1934)
- Frank Jordan, nuotatore e pallanuotista australiano (n. 1932 - † 2012)
- Frank McKinney, nuotatore statunitense (Indianapolis, n. 1938 - Indianapolis, † 1992)
- Frank Pfütze, nuotatore tedesco orientale (Rostock, n. 1959 - Berlino, † 1991)
- Frank Wennmann, ex nuotatore tedesco (n. 1959)
- Frank Wiegand, ex nuotatore tedesco orientale (Annaberg, n. 1943)

## Ornitologi(2)
- Frank Michler Chapman, ornitologo statunitense (West Englewood, n. 1864 - New York, † 1945)
- Alexander Wetmore, ornitologo, paleontologo e biologo statunitense (n. 1886 - † 1978)

## Ostacolisti(4)
- Frank Cuhel, ostacolista statunitense (Cedar Rapids, n. 1904 - Lisbona, † 1943)
- Frank Loomis, ostacolista statunitense (Saint Paul, n. 1896 - New Port Richey, † 1971)
- Frank Siebeck, ex ostacolista tedesco (Schkeuditz, n. 1949)
- Frank Waller, ostacolista e velocista statunitense (Saint Paul, n. 1884 - Kansas City, † 1941)

## Pallanuotisti(5)
- Frank Butler, pallanuotista sudafricano (Johannesburg, n. 1932 - Howick, † 2015)
- Frank D'Osterlinck, ex pallanuotista belga (Gand, n. 1942)
- Frank Kehoe, pallanuotista e tuffatore statunitense (Chicago, n. 1882 - Jacksonville, † 1949)
- Frank Otto, ex pallanuotista tedesco (Berlino, n. 1958)
- Frank Visser, pallanuotista belga (Gand, n. 1907 - Gand, † 1975)

## Pallavolisti(2)
- Frank Bachmann, ex pallavolista tedesco (Waiblingen, n. 1977)
- Frank Dehne, pallavolista tedesco (Berlino, n. 1976)

## Pattinatori di velocità su ghiaccio(1)
- Frank Stack, pattinatore di velocità su ghiaccio canadese (Winnipeg, n. 1906 - † 1987)

## Pianisti(2)
- Frank Glazer, pianista statunitense (Chester, n. 1915 - Topsham, † 2015)
- Frank Mills, pianista canadese (Montréal, n. 1942)

## Piloti automobilistici(4)
- Frank Biela, ex pilota automobilistico tedesco (Neuss, n. 1964)
- Frank Dochnal, pilota automobilistico statunitense (Saint Louis, n. 1920 - Saint Louis, † 2010)
- Frank Gardner, pilota automobilistico australiano (Sydney, n. 1930 - Mermaid Waters, † 2009)
- Frank Stippler, pilota automobilistico tedesco (Colonia, n. 1975)

## Piloti motociclistici(1)
- Frank Perris, pilota motociclistico britannico (Toronto, n. 1931 - † 2015)

## Pistard(3)
- Frank Kramer, pistard statunitense (Evansville, n. 1880 - East Orange, † 1958)
- Frank Montaldi, pistard statunitense
- Frank Pasche, ex pistard e ciclista su strada svizzero (Châtel-Saint-Denis, n. 1993)

## Pittori(11)
- Frank Auerbach, pittore tedesco (Berlino, n. 1931 - Londra, † 2024)
- Frank Beresford, pittore britannico (Derby, n. 1881 - † 1967)
- Frank Bramley, pittore inglese (Sibsey, n. 1857 - Chalford Hill, † 1915)
- Frank Brangwyn, pittore, incisore e illustratore britannico (Bruges, n. 1867 - Ditchling, † 1956)
- Frank Budgen, pittore, scrittore e attivista inglese (Crowhurst, n. 1882 - Londra, † 1971)
- Frank Cadogan Cowper, pittore inglese (Wicken, n. 1877 - † 1958)
- Frank Dicksee, pittore e illustratore britannico (Londra, n. 1853 - Londra, † 1928)
- Frank Duveneck, pittore statunitense (Covington, n. 1848 - Covington, † 1919)
- Frank Hyde, pittore inglese (Londra, n. 1849 - † 1937)
- Frank Stella, pittore e scultore statunitense (Malden, n. 1936 - New York, † 2024)
- Frank Weston Benson, pittore statunitense (Salem, n. 1862 - Salem, † 1951)

## Poeti(1)
- Frank Bidart, poeta statunitense (Bakersfield, n. 1939)

## Politologi(1)
- Frank Chodorov, politologo e saggista statunitense (New York, n. 1887 - † 1966)

## Produttori cinematografici(4)
- Sydney Box, produttore cinematografico e sceneggiatore britannico (Beckenham, n. 1907 - Perth, † 1983)
- Frank DiLeo, produttore cinematografico e attore statunitense (Pittsburgh, n. 1947 - North Lima, † 2011)
- Frank Marion, produttore cinematografico e sceneggiatore statunitense (Tidioute, n. 1869 - Stamford, † 1963)
- Frank Marshall, produttore cinematografico e regista statunitense (Glendale, n. 1946)

## Produttori discografici(1)
- Frank Peterson, produttore discografico tedesco (n. 1963)

## Progettisti(1)
- Frank H. Mahnke, progettista tedesco (Holzminden, n. 1947 - Ginevra, † 2015)

## Psichiatri(1)
- Frank Farrelly, psichiatra statunitense (Saint Louis, n. 1931 - Madison, † 2013)

## Psicologi(1)
- Frank Rosenblatt, psicologo statunitense (New Rochelle, n. 1928 - Baia di Chesapeake, † 1971)

## Pugili(6)
- Frank Cappuccino, pugile e arbitro di pugilato statunitense (Filadelfia, n. 1929 - Yardley, † 2015)
- Frank Floyd, pugile statunitense (Filadelfia, n. 1878 - Drexel Hill, † 1950)
- Frank Haller, pugile statunitense (San Francisco, n. 1883 - St. Louis, † 1939)
- Frank Klaus, pugile statunitense (Pittsburgh, n. 1887 - † 1948)
- Frank Martin, pugile statunitense (Detroit, n. 1995)
- Frank Tate, ex pugile statunitense (Detroit, n. 1964)

## Rapper(1)
- Comethazine, rapper statunitense (St. Louis, n. 1998)

## Registi(25)
- Frank Agrama, regista e produttore cinematografico egiziano (Alessandria d'Egitto, n. 1930 - Los Angeles, † 2023)
- Frank Beal, regista, attore e sceneggiatore statunitense (Cleveland, n. 1862 - Hollywood, † 1934)
- Frank Beyer, regista e sceneggiatore tedesco (Nobitz, n. 1932 - Berlino, † 2006)
- Frank Buxton, regista e sceneggiatore statunitense (Wellesley, n. 1930 - Bainbridge Island, † 2018)
- Frank Capra, regista, sceneggiatore e produttore cinematografico italiano (Bisacquino, n. 1897 - La Quinta, † 1991)
- Frank Cooley, regista e attore statunitense (Natchez, n. 1870 - Hollywood, † 1941)
- Frank Coraci, regista e sceneggiatore statunitense (Shirley, n. 1966)
- Frank Galati, regista, sceneggiatore e attore statunitense (Highland Park, n. 1943 - Sarasota, † 2023)
- Frank Griffin, regista, sceneggiatore e attore statunitense (Norfolk, n. 1886 - Los Angeles, † 1963)
- Frank Henenlotter, regista, sceneggiatore e montatore statunitense (Long Island, n. 1950)
- Frank Launder, regista, sceneggiatore e produttore cinematografico britannico (Hitchin, n. 1906 - Monte Carlo, † 1997)
- Frank Lloyd, regista, sceneggiatore e produttore cinematografico scozzese (Glasgow, n. 1886 - Santa Monica, † 1960)
- Frank McDonald, regista statunitense (Baltimora, n. 1889 - Oxnard, † 1980)
- Frank Montgomery, regista, attore e sceneggiatore statunitense (Petrolia, n. 1870 - Hollywood, † 1944)
- Frank Moser, regista e illustratore statunitense (Oketo, n. 1886 - † 1937)
- Frank Perry, regista, produttore cinematografico e sceneggiatore statunitense (New York, n. 1930 - New York, † 1995)
- Frank Powell, regista, attore e sceneggiatore canadese (Hamilton, n. 1877 - New York, † 1957)
- Frank Ripploh, regista, attore e sceneggiatore tedesco (Rheine, n. 1949 - Rheine, † 2002)
- Frank R. Strayer, regista statunitense (Altoona, n. 1891 - Hollywood, † 1964)
- Frank Tashlin, regista cinematografico e sceneggiatore statunitense (Weehawken, n. 1913 - Hollywood, † 1972)
- Frank Tuttle, regista, sceneggiatore e produttore cinematografico statunitense (New York, n. 1892 - Hollywood, † 1963)
- Frank Urson, regista, direttore della fotografia e sceneggiatore statunitense (Chicago, n. 1887 - Indian Lake, † 1928)
- Frank Van Mechelen, regista belga
- Frank Wilson, regista cinematografico, attore e cantante britannico (Norfolk, n. 1873 - † 1952)
- Frank Wisbar, regista e sceneggiatore tedesco (Tilsit, n. 1899 - Magonza, † 1967)

## Rivoluzionari(1)
- Frank Isaac País García, rivoluzionario cubano (Santiago di Cuba, n. 1934 - Santiago di Cuba, † 1957)

## Rugbisti a 15(2)
- Frank Bunce, ex rugbista a 15 e allenatore di rugby a 15 neozelandese (Auckland, n. 1962)
- Frankie Sheahan, ex rugbista a 15, imprenditore e giornalista irlandese (Toronto, n. 1976)

## Saltatori con gli sci(1)
- Frank Löffler, ex saltatore con gli sci tedesco (Immenstadt im Allgäu, n. 1980)

## Sassofonisti(1)
- Frank Wess, sassofonista e flautista statunitense (Kansas City, n. 1922 - New York, † 2013)

## Scacchisti(2)
- Frank Anderson, scacchista canadese (Edmonton, n. 1928 - San Diego, † 1980)
- Frank Marshall, scacchista statunitense (New York, n. 1877 - Jersey City, † 1944)

## Sceneggiatori(10)
- Frank Cottrell Boyce, sceneggiatore e scrittore britannico (Rainhill, n. 1959)
- Frank Butler, sceneggiatore, attore e regista statunitense (Oxford, n. 1890 - † 1967)
- Frank A. Cappello, sceneggiatore, regista e produttore cinematografico statunitense
- Stewart Farrar, sceneggiatore e romanziere britannico (Highams Park, n. 1916 - Irlanda, † 2000)
- Frank Lisciandro, sceneggiatore e fotografo statunitense (New York)
- Frank Lupo, sceneggiatore e produttore televisivo statunitense (New York, n. 1955 - Lady Lake, † 2021)
- Frank S. Nugent, sceneggiatore, giornalista e critico cinematografico statunitense (New York, n. 1908 - Los Angeles, † 1965)
- Frank Pierson, sceneggiatore, regista e produttore televisivo statunitense (Chappaqua, n. 1925 - Los Angeles, † 2012)
- Frank Spotnitz, sceneggiatore e produttore cinematografico statunitense (Zama, n. 1960)
- Frank E. Woods, sceneggiatore statunitense (Linesville, n. 1860 - Hollywood, † 1939)

## Scenografi(2)
- Frank E. Hughes, scenografo statunitense (Kern, n. 1893 - † 1947)
- Frank R. McKelvy, scenografo statunitense (n. 1914 - Los Angeles, † 1980)

## Schermidori(5)
- Frank Anger, schermidore statunitense (Chicago, n. 1939 - † 2004)
- Frank Beck, ex schermidore tedesco (Tauberbischofsheim, n. 1961)
- Frank Bleckmann, ex schermidore tedesco (Mülheim an der Ruhr, n. 1967)
- Frank Cervell, schermidore svedese (Norrköping, n. 1907 - Stoccolma, † 1970)
- Frank Righeimer, schermidore statunitense (Chicago, n. 1909 - Palm Beach, † 1998)

## Sciatori alpini(1)
- Joe Levins, ex sciatore alpino statunitense (Minneapolis, n. 1968)

## Scrittori(18)
- Frank Andriat, scrittore, romanziere e insegnante belga (Ixelles, n. 1958)
- Frank Asch, scrittore e illustratore statunitense (Somerville, n. 1946 - † 2022)
- Frank Belknap Long, scrittore e poeta statunitense (New York, n. 1901 - † 1994)
- Frank De Felitta, scrittore e regista statunitense (New York, n. 1921 - † 2016)
- Frank Findeiß, scrittore e poeta tedesco (Treviri, n. 1971)
- Frank Harris, scrittore irlandese (Galway, n. 1856 - Nizza, † 1931)
- Frank Heller, scrittore svedese (n. 1886 - † 1947)
- Frank Kane, scrittore e sceneggiatore statunitense (Brooklyn, n. 1912 - Manhasset, † 1968)
- Frank O'Connor, scrittore irlandese (Cork, n. 1903 - Dublino, † 1966)
- Frank M. Robinson, scrittore statunitense (Chicago, n. 1926 - San Francisco, † 2014)
- Frank Schätzing, scrittore tedesco (Colonia, n. 1957)
- Frank G. Slaughter, scrittore e medico statunitense (Washington, n. 1908 - Jacksonville, † 2001)
- Mickey Spillane, scrittore, sceneggiatore e fumettista statunitense (New York, n. 1918 - Murrells Inlet, † 2006)
- Frank Richard Stockton, scrittore e umorista statunitense (Filadelfia, n. 1834 - Filadelfia, † 1902)
- Frank Sullivan, scrittore statunitense (Saratoga Springs, n. 1892 - Saratoga Springs, † 1976)
- Frank Tenaille, scrittore francese
- Frank Thiess, scrittore tedesco (Eluisenstein, n. 1890 - Darmstadt, † 1977)
- Frank Waters, scrittore statunitense (Colorado Springs, n. 1902 - Arroyo Seco, † 1995)

## Scrittori di fantascienza(1)
- Frank Herbert, scrittore di fantascienza statunitense (Tacoma, n. 1920 - Madison, † 1986)

## Scultori(1)
- Frank Dobson, scultore britannico (Londra, n. 1886 - Londra, † 1963)

## Siepisti(1)
- Frank Baumgartl, siepista tedesco (Bad Schlema, n. 1955 - Como, † 2010)

## Sindacalisti(2)
- Frank Cousins, sindacalista britannico (Bulwell, n. 1904 - † 1986)
- Frank Sheeran, sindacalista e mafioso statunitense (Darby, n. 1920 - Filadelfia, † 2003)

## Skeletonisti(1)
- Frank Rommel, skeletonista tedesco (Suhl, n. 1984)

## Sollevatori(4)
- Frank Mantek, ex sollevatore tedesco orientale (Jena, n. 1959)
- Frank Mavius, sollevatore tedesco (Görlitz, n. 1956)
- Frank Spellman, sollevatore statunitense (Malvern, n. 1922 - † 2017)
- Frank Teräskari, sollevatore finlandese (Helsinki, n. 1921 - Pori, † 2004)

## Statistici(2)
- Frank Wilcoxon, statistico e chimico irlandese (Glengarriffe Castle, n. 1892 - Tallahassee, † 1965)
- Frank Yates, statistico inglese (Manchester, n. 1902 - Harpenden, † 1994)

## Stilisti(1)
- Kaffe Fassett, stilista e artista statunitense (San Francisco, n. 1937)

## Storici(4)
- Frank Adcock, storico e crittografo britannico (Desford, n. 1886 - Cambridge, † 1968)
- Frank Luther Mott, storico e giornalista statunitense (Rose Hill, n. 1886 - Columbia, † 1964)
- Frank M. Snowden Jr., storico, latinista e grecista statunitense (Contea di York, n. 1911 - Washington, † 2007)
- Frank Stenton, storico britannico (n. 1880 - † 1967)

## Storici dell'arte(2)
- Frank Popper, storico dell'arte ceco (Praga, n. 1918 - Lugano, † 2020)
- Frank Willett, storico dell'arte, archeologo e africanista britannico (Bolton, n. 1925 - Glasgow, † 2006)

## Storici delle religioni(1)
- Frank Byron Jevons, storico delle religioni britannico (Doncaster, n. 1858 - Radcliffe-on-Trent, † 1936)

## Tastieristi(1)
- Frank Delgado, tastierista e disc jockey statunitense (Los Angeles, n. 1970)

## Tennisti(7)
- Frank Froehling, tennista statunitense (San Diego, n. 1942 - Stuart, † 2020)
- Frank Gebert, ex tennista tedesco (n. 1952)
- Frank Moser, ex tennista tedesco (Baden-Baden, n. 1976)
- Frank Parker, tennista statunitense (Milwaukee, n. 1916 - San Diego, † 1997)
- Frank Riseley, tennista britannico (Clifton, n. 1877 - Torquay, † 1959)
- Frank Wheaton, tennista statunitense (Putnam, n. 1876 - Bellingham, † 1965)
- Frank Wilde, tennista e tennistavolista britannico (Londra, n. 1911 - Eastergate, † 1982)

## Tenori(1)
- Frank Forest, tenore e attore cinematografico statunitense (Saint Paul, n. 1896 - Santa Monica, † 1976)

## Teologi(3)
- Frank Leslie Cross, teologo britannico (Honiton, n. 1900 - Oxford, † 1968)
- Frank Crüsemann, teologo tedesco (Brema, n. 1938)
- William Stringfellow, teologo, avvocato e attivista statunitense (Johnston, n. 1928 - Block Island, † 1985)

## Tiratori a volo(1)
- Frank Thompson, tiratore a volo statunitense (Alliance, n. 1988)

## Triplisti(1)
- Frank Rutherford, ex triplista bahamense (n. 1964)

## Trombettisti(1)
- Frank Newton, trombettista statunitense (Emory, n. 1906 - New York, † 1954)

## Trombonisti(1)
- Frank Rosolino, trombonista statunitense (Detroit, n. 1926 - Los Angeles, † 1978)

## Truffatori(1)
- Frank Abagnale, truffatore e falsario statunitense (New Rochelle, n. 1948)

## Tuffatori(1)
- Frank Kurtz, tuffatore e aviatore statunitense (Davenport, n. 1911 - North Hollywood, † 1996)

## Velocisti(7)
- Frank Castleman, velocista e ostacolista statunitense (Tracy Creek, n. 1877 - Columbus, † 1946)
- Frank Emmelmann, ex velocista tedesco (Schneidlingen, n. 1961)
- Frank Fredericks, ex velocista e dirigente sportivo namibiano (Windhoek, n. 1967)
- Frank Jarvis, velocista e triplista statunitense (California, n. 1878 - Sewickley, † 1933)
- Frank Schaffer, ex velocista tedesco (Eisenhüttenstadt, n. 1958)
- Frank Shea, velocista statunitense (Irwin, n. 1894 - Harrisburg, † 1978)
- Frank Wykoff, velocista statunitense (Des Moines, n. 1909 - Altadena, † 1980)

## Vescovi anglicani(1)
- Frank Griswold, vescovo anglicano statunitense (Bryn Mawr, n. 1937 - Filadelfia, † 2023)

## Vescovi cattolici(2)
- Frank Joseph Caggiano, vescovo cattolico statunitense (Brooklyn, n. 1959)
- Frank Joseph Dewane, vescovo cattolico statunitense (Green Bay, n. 1950)

## Violinisti(1)
- Frank Peter Zimmermann, violinista tedesco (Duisburg, n. 1965)

## Wrestler(5)
- Bruiser Brody, wrestler statunitense (Detroit, n. 1946 - Bayamón, † 1988)
- Frank Gotch, wrestler statunitense (Humboldt, n. 1878 - Humboldt, † 1917)
- Frankie Kazarian, wrestler statunitense (Palm Springs, n. 1977)
- Ric Savage, ex wrestler statunitense (Sylva, n. 1969)
- Man Mountain Dean, wrestler statunitense (New York, n. 1891 - Norcross, † 1953)

## Zoologi(1)
- Frank Rozendaal, zoologo olandese (Bloemendaal, n. 1957 - † 2013)

## Senza attività specificata(8)
- Frank Andersen, ex ballerino e direttore artistico danese (Copenaghen, n. 1953)
- Frank Duff, irlandese (Dublino, n. 1889 - Dublino, † 1980)
- Frank Embree, statunitense (n. 1880 - Fayette, † 1899)
- Frank Hopkins, statunitense (Fort Laramie, n. 1865 - New York, † 1951)
- Frank Kirskorf († 1435)
- Frank Kruse, tecnico del suono tedesco (Amburgo, n. 1968)
- Frank Mason Robinson, statunitense (Contea di Penobscot, n. 1845 - Atlanta, † 1923)
- Frank Stilwell, pistolero statunitense (n. 1856 - † 1882)